# Malleville-les-Grès
Malleville-les-Grès – miejscowość i gmina we Francji, w regionie Normandia, w departamencie Sekwana Nadmorska.
Według danych na rok 1990 gminę zamieszkiwało 158 osób, a gęstość zaludnienia wynosiła 52 osoby/km² (wśród 1421 gmin Górnej Normandii Malleville-les-Grès plasuje się na 741. miejscu pod względem liczby ludności, natomiast pod względem powierzchni na miejscu 838.).